# José Afonso Valente de Lima
José Afonso Valente de Lima (Marechal Deodoro, ? — Rio de Janeiro, 1958) foi um político brasileiro. Exerceu o mandato de deputado federal constituinte por Alagoas em 1934.